# Uroplata girardi
Uroplata girardi är en skalbaggsart som beskrevs av Maurice Pic 1934. Uroplata girardi ingår i släktet Uroplata och familjen bladbaggar. Inga underarter finns listade i Catalogue of Life.